# Darkest Dungeon
Darkest Dungeon (укр. Найтемніше підземелля) — відеогра, roguelike/dungeon crawl, створена командою інді-розробників Red Hook Studios. Гра була випущена у ранньому доступі в січні 2015 року та повністю 19 січня 2016 року для Microsoft Windows і OS X, пізніше також для PlayStation 4, PlayStation Vita, iPad, Nintendo Switch і Xbox One
Гра виконана в похмурому мультиплікаційному стилі та має готичну атмосферу, близьку до творів Говарда Лавкрафта. Сюжет оповідає про нащадка аристократичного роду, який прибуває до родового маєтку очистити його від сил зла, випущених нерозважливим пращуром.

## Ігровий процес

Група найманців у бою

Гравець керує групою найманців, які подорожують підземеллями, борючись з істотами, що їх населяють, та добуваючи цінні предмети. У грі особлива увага приділяється психічному стану персонажів, які під час своїх пригод зазнають стресу, натхнення, а також отримують чесноти або психічні порушення. Між подорожами найманці відпочивають у місті, де продають трофеї, купують зброю та провіант, вдосконалюють свої вміння та оснащення, і отримують нові завдання. Будівлі в місті можна розбудовувати за знайдені скарби, щоб отримати більше вигоди від їх діяльності. Періодично місто надає бонуси, такі як знижки в різних спорудах.
На кожен рейд в підземелля гравець отримує завдання, у разі успішного виконання якого одержує нагороду. Приклади завдань: дослідити 90% кімнат, завершити бій в усіх кімнатах, вбити боса тощо. Спускаючись у підземелля, він мусить подбати про запас предметів (їжі, смолоскипів, бинтів, ліків тощо). Всі взяті в рейд і знайдені під час нього предмети складаються до спільного інвентаря. Кожне підземелля складається з низки кімнат і коридорів, заздалегідь позначених на карті, на якій гравець вказує куди групі рухатися. Вагоме значення має рівень освітленості підземелля. Для його збільшення слід витрачати смолоскипи або вміння деяких персонажів. В темряві найманці вразливіші та отримують більше стресу, проте отримують більше скарбів. В кімнатах і коридорах може трапитися провіант, скарби, інтерактивні об'єкти, пастки чи вороги. Існує шанс розвідки підземелля навколо, що показує розташування ворогів, скарбів, пасток і таємних кімнат. Якщо підземелля досить велике, в одній із кімнат можна влаштувати привал і відновити сили.
Персонажі поділяються на класи, кожен зі своїми перевагами та недоліками. В наявності 18 класів (з усіма доповненнями). Існує низка параметрів найманців: здоров'я (HP, визначає який обсяг ушкоджень персонаж може витримати), точність (ACC, визначає шанс влучити у ворога), критична атака (CRT, шанс завдати атаки понад звичайного значення), атака (DMG, сила атаки), спритність (DODGE, шанс уникнути ворожої атаки), захист (PROT, зменшує отримувані пошкодження) і швидкість (SPD, визначає чергу дії персонажа). Кожен клас має кілька вмінь, які застосовує в бою та під час відпочинку, наприклад, різні типи атак, послаблення ворогів, лікування чи посилення союзників. Найманці володіють зброєю та  бронею і мають дві порожні комірки під додаткове оснащення. Після рейдів найманці збільшують свою рішучість, рівень якої визначає збільшення параметрів, можливість вдосконалення зброї та броні, і допуск на складніші рейди. У запасі може бути багато найманців (максимум 29), але на рейд вирушає не більше чотирьох.
Бої відбуваються покроково з видом збоку, де бійці стають один за одним. Гравець вказує спеціальним курсором підконтрольним героям кого атакувати і з панелі керування внизу — які вміння застосовувати. Позиція персонажа впливає на його вміння: деякі з них не діють в тилу або на передовій. На місці вбитих ворогів зазвичай лишаються трупи, які займають позицію, допоки не зникнуть з часом, або не будуть знищені. Коли герой вичерпує запас здоров'я, він впадає у стан «на порозі смерті». Параметри значно падають, а також зростає шанс, що персонажа буде остаточно знищено. З іншого боку, персонаж «на порозі смерті» здатний витримувати великий обсяг ушкоджень і продовжувати битися. На дієздатність персонажів впливає багато негативних факторів. Вони можуть бути отруєні в бою, стікати кров'ю, пригнічені страхом. Гравець натомість має змогу користуватися бинтами, щоб зупинити кровотечу, протиотруту, щоб усунути отруєння, використовувати здібності найманців до посилення групи і ослаблення ворогів. Гра зберігає прогрес автоматично, тому переграти невдалі бої неможливо. Проте, якщо в групі є принаймні один живий найманець, вона може за наказом гравця відступити з бою, або покинути завдання. В останньому випадку гравець не отримує винагороди, але забирає все, що встигли знайти найманці.
Невдалі дії, темрява, погані знахідки, поведінка персонажів з психічними порушеннями, спричиняють стрес. Якщо під час рейду накопичується 100 очок стресу, персонаж проходить тест рішучості, за результатами якого змінює свою поведінку. Він може відмовитися від битви або лікування, атакувати без вказівки гравця, поранити союзника або ж самого себе. Також можливий і позитивний результат (англ. virtue)  — найманець надихне групу, зменшивши стрес її учасників, полікується, посилиться. Коли стрес сягає рівня 200 очок, персонаж отримує серцевий напад і втрачає всі очки здоров'я. Якщо ж персонаж вже був на порозі смерті до цього моменту, він одразу помирає від серцевого нападу. У персонажів з позитивним статусом лише зникає їхній статус і анулюється увесь накопичений стрес.
Після успішного рейду гравець отримує винагороду і скарби. Вцілілі найманці заробляють позитивні чи негативні риси. Стрес від дії негативних факторів накопичується з кожним рейдом і спричиняє появу негативних рис на кшталт зниження характеристик чи шкідливої поведінки, такої як клептоманія. Персонажі можуть знімати стрес за певну плату, відвідуючи церкву, таверну тощо. Перебуваючи там, вони стають недоступними на один рейд. Негативні риси в свою чергу можуть усуватися в психіатричній лікарні.

## Сюжет
Оповідач розказує про своє життя в давньому і розкішному маєтку. Втомившись від безтурботності й достатку, він, вже будучи старцем, згадав про легенду, нібито в маєтку сховані двері, що ведуть до великого зла. Оповідач розшукав заклинання і артефакти, щоб знайти і відкрити ці двері, розтрачаючи всі статки. Врешті найнятим робітникам вдалося розкопати підземелля, а в ньому знайти величезну браму. За брамою виявилося чудовисько, від якого зміг врятуватися тільки власник маєтку, при цьому збожеволівши. Він шле листи, в яких просить своїх родичів виправити цю помилку і побороти зло, спустившись у найтемніше підземелля, після чого застрелюється.
Гравець виступає в ролі родича, що відгукнувся на прохання предка і збирає шукачів пригод, які наважаться піти на бій з тим, що оселилося під маєтком. Дорогою на його карету нападають розбійники, від яких все ж вдається відбитися. Той прибуває до похмурого занедбаного міста Гамлет (англ. Hamlet, буквально «поселення», «слобода»), доглядач якого повідомляє, що воно тепер належить спадкоємцеві померлого і божевільного старця, котрий випустив невідомі сили. Спадкоємець бачить занепад і запустіння в навколишніх землях і ставить собі за ціль розшукати джерело лих.
Беручи найманців, він спускається у підземелля, розбудовує Гамлет, виконує завдання доглядача і згодом збирає досить сил, щоб пробитися у найдальші глибини. Він знищує розбійників, культистів і чудовиськ у низці місцевостей. «Руїни» наповнені переважно повсталими мерцями і розбійниками, яких колись найняв і обманув предок. В «Угіддях» засіли свинолюди, результати експериментів предка зі створення досконалих істот. «Хащі» населяють чудовиська на кшталт грибів-паразитів і павуків. У «Бухті» зустрічаються риболюди й прокляті пірати, потоплені предком. Останнім є «Найтемніше підземелля», де виявляється потойбічний простір і порожнини, утворені тілом велетенської істоти, населені спотвореними культистами. Герої стикаються там з привидом предка, котрий тепер постає як Аватар Повзучого Хаосу. Поборовши привида, спадкоємець добирається до потвори Серця Темряви, яку при допомозі найманців також знищує.
Однак перед ними знову постає привид предка, який повідомляє, що його родич лише відстрочив неминуче повернення того зла, яке спить в надрах. Все в світі у його кругообігу життя та смерті безглузде, бо коли зірки стануть у сприятливий порядок, зло вирветься, знищивши планету. Наостанок предок каже ті ж слова, якими звертався у листі на початку: «Руїна прийшла в нашу сім'ю».

## Розробка
Ідея гри виникла у двох працівників компанії-розробника відеоігор Backbone Entertainment, Кріс Бурасса і Тайлера Сіґмана. В ході мозкового штурму вони придумали основу, але були змушені покинути реалізацію задуму. В основі мала лежати система психічних станів. Джерелами натхнення послужили класичні рольові відеоігри, як Eye of the Beholder, The Bard's Tale і Ultima Underworld. Стиль Darkest Dungeon визначився творчістю кількох європейських художників, серед яких Альбрехта Дюрера, і улюбленими коміксами Бурасси. Бурасса також натрапив на аудіокниги Вейна Джуна, котрий начитував твори Говарда Лавкрафта, і пізніше вирішив запросити його як оповідача до гри. Формально розробка почалася у квітні 2013 року, коли Бурасса і Сіґман заснували студію Red Hook Studios. Збір коштів почався на Kickstarter в лютому 2014.
За перший день краудфандингом було зібрано $75000. В міру нових зборів публікувалися новини про класи персонажів, місця, особливості ігрового процесу. На 7 березня 2014 року на розробку було пожертвувано $250000, а на 14 березня, коли термін краудфандингу скінчився — $313337. Внески зробили 9639 осіб, а збори вчетверо перевищили мінімальні необхідні.
Кросплатформовий рушій був розроблений спеціально для цієї гри програмістом Кевіном МакДовеллом. Графіка створювалася у Photoshop, а анімація відбувалася в Spine від Esoteric Software. Вперше гру було показано на PAX East 2014, де Darkest Dungeon отримала схвалення преси і гравців. 8 грудня 2014 стало відомо про розробку версій для PlayStation (PS4, Vita).
Гру було вирішено представити у ранньому доступі в Steam, що і відбулося 30 січня 2015 року. Тим, хто зробив свої внески, Red Hook Studios заздалегідь розіслали ключі для безкоштовного отримання гри. 14 жовтня 2015 року було оголошено про вихід повної версії для Windows та OS X 19 січня 2016.
Версії для PlayStation 4 і PlayStation Vita планувалося до випуску на початку літа 2016. Однак розробники стикнулися з низкою проблем при керуванні з геймпада, тому реліз для цих платформ було перенесено на орієнтовно серпень 2016. Про це стало відомо 26 квітня разом з анонсом введення міських подій, що відбуватимуться в місті Гамлет у певні дні, наприклад, Хелловін.

## Доповнення
- The Crimson Court (укр. Багряний двір) — видане 19 червня 2017 року для Microsoft Windows, OS X, Linux[10] і 22 червня 2017 року для PlayStation 4 та PlayStation Vita[11]. Додає сюжет, присвячений молодості оповідача і болотну місцевість «Двір» з новими ворогами, головним чином аристократами-кровопивцями, переосмисленими не як класичні вампіри, а комахоподібні кровососи. З цим доповненням гравець може наймати героїв нового класу — Флагелантів, а також знаходити нове оснащення. Група має ризик заразитися «багряним прокляттям» — хворобою, яка ослаблює її учасників, якщо вони не питимуть кров, і яка лікується перемогою фінального босу «Багряного двору», або рідкісним зіллям[12].
- Shieldbreaker (укр. Щитоломка) — видане 26 жовтня 2017 року для Microsoft Windows, OS X, Linux та 6 грудня 2017 року для PlayStation 4 та PlayStation Vita. Додає новий клас — Щитоломку, нові ігрові механіки (стелс, ігнорування охорони, ігнорування броні), нових монстрів, нове оснащення та артефакти[13].
- The Colour of Madness (укр. Колір божевілля) — видане 19 червня 2018 року для Microsoft Windows, OS X і Linux та 15 листопада 2018 року для PlayStation 4 та PlayStation Vita. Присвячене боротьбі з ворогами і пошукам скарбів, виниклих після падіння метеорита в сільській місцевості «Садиба». На цій території трупи ворогів перетворюються на вибухові кристали, а смолоскип не гасне, натомість різні відтінки його світла створюються різні аури. В битвах добуваються кристали, за які можна купувати особливі кристалічні артефакти, наймати високорівневих героїв і будувати додаткові споруди. Також The Colour of Madness додає новий режим гри, де група найманців повинна якомога довше протистояти ворогам. При програші учасники тут не гинуть, а губляться в часі й просторі, після чого повертаються[14]. Тематика доповнення відсилає до оповідання Говарда Лавкрафта «Барва з позамежжя світу»[15].
- Musketeer (укр. Мушкитер) — видане 19 червня 2018 року для Microsoft Windows, OS X і Linux та 6 грудня 2018 року для PlayStation 4 та PlayStation Vita. Додає новий клас — Мушкитер[16].
- The Butcher's Circus (укр. Цирк різника) — багатокористувацьке доповнення, видане 28 травня 2020 року, що дозволяє боротися окремими партіям героїв онлайн з іншими гравцями на спеціальній арені. Упродовж боїв гравці набирають досвід (у тому числі за програші, але менше) і відкривають посилення й нові оформлення для своїх бійців. Також доповнення надає спеціальне гладіаторське спорядження[17].

## Оцінки й відгуки
| Агрегатор  | Оцінка                                        |
| ---------- | --------------------------------------------- |
| Metacritic | PC: 84/100 PS4: 83/100 iOS: 80/100 NS: 85/100 |

| Видання        | Оцінка  |
| -------------- | ------- |
| Game Informer  | 9.25/10 |
| IGN            | 9.1/10  |
| PC Gamer (США) | 88/100  |

Попри вихід у ранньому доступі гра зібрала оцінки у 86 % на агрегаторі Metacritic.
Журнал «The Escapist» дав грі 4 бали з 5, зазначивши, що вона досить складна, «Але це так захопливо і так винагороджується в той же час, що ви не захочете опиратися поверненню для ще одного завдання».
IGN оцінили гру в 9.1 з 10, сказавши: «Darkest Dungeon — це виснажлива і страхітлива гра тактики, управління, яка випробовує вашу удачу до точки кипіння».
Gamespot оцінили в 9 з 10: «Darkest Dungeon грається довго. Вона налаштовує до великої боротьби, яка випробовуватиме вас на все, що ви вивчили, так само як і здатність планувати на кілька ігрових тижнів наперед».
Darkest Dungeon було номіновано на три нагороди Independent Games Festival 2016: Seumas McNally Grand Prize і «Досягнення у візуальному мистецтві й аудіо». RockPaperShotgun гру було внесено до списку 50-и найкращих рольових ігор для ПК.

## Продовження
Red Hook Studios анонсували Darkest Dungeon II 19 лютого 2019 року. Гра вийшла у ранній доступ 26 жовтня 2021 року.